# Ventosateràpia

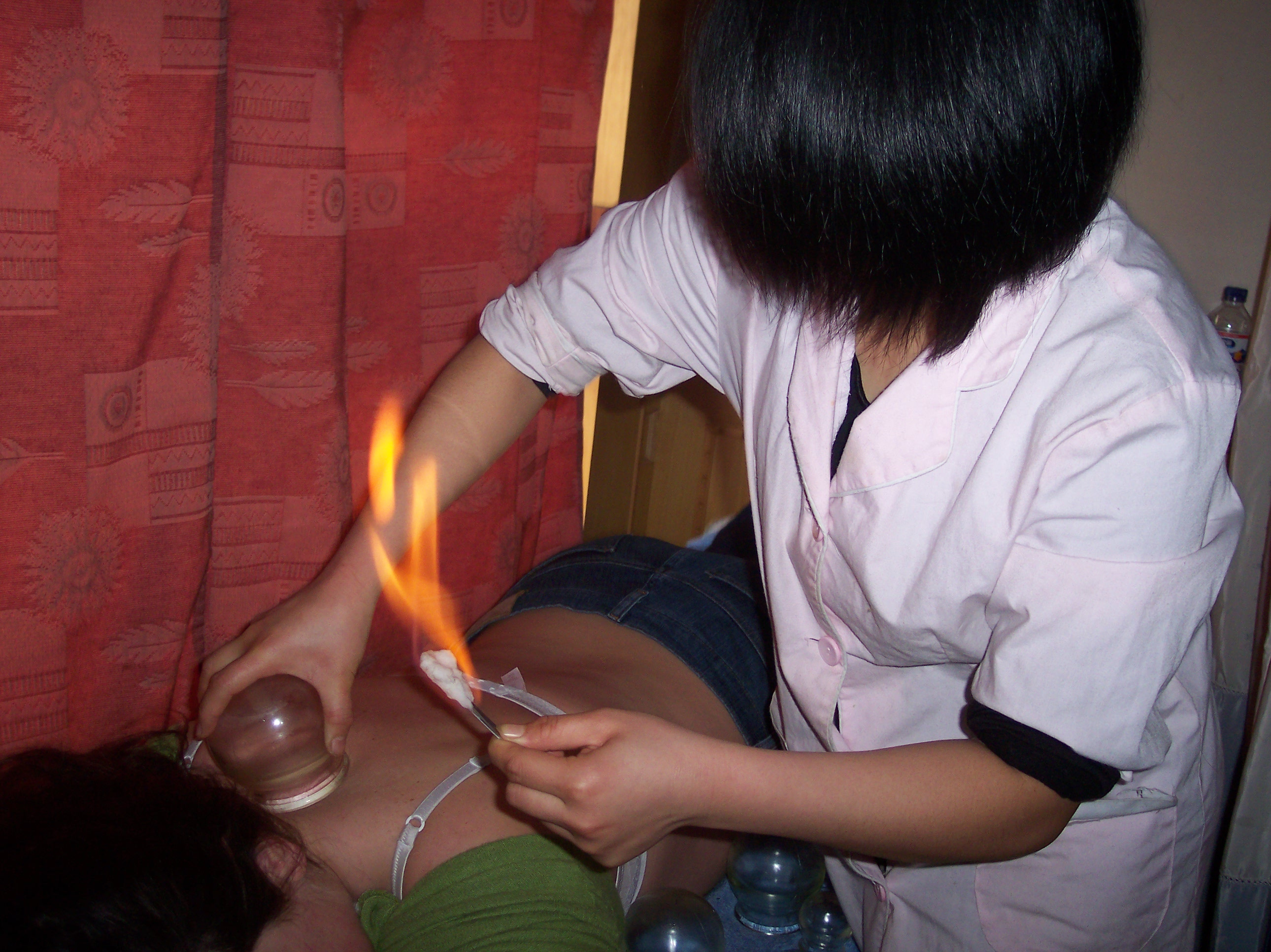
Un pacient rebent ventosateràpia xinesa

La ventosateràpia xinesa (en xinès:拔) és una part de la medicina tradicional xinesa però que es troba en altres cultures del món. Fa servir petites tasses per a succionar la pell. La primera menció de ventosateràpia es troba al Papir Ebers, dels antics egipcis cap al 1550 aC Hipòcrates (cap a 400 aC) també va fer servir aquest mètode per a malalties internes i problemes estructurals.
En la medicina tradicional xinesa és un mètode per aplicar acupressió creant el buit en la pell dels pacients. Amb això tracten el refredat comú, la pneumonia i la bronquitis.
Segons la Societat Americana contra el càncer no hi ha proves que la ventosateràpia guareixi el càncer o cap altra malaltia.
La ventosateràpia crea una petita zona amb baixa pressió atmosfèrica pròxima a la pell. Hi ha moltes maneres de fer-ho.
Les tassetes poden ser de moltes formes incloent esferes i campanes i van de 25 a 75 mm de diàmetre.